# سن-مارتن، کبک
سن-مارتن (به فرانسوی: Saint-Martin) قصبه‌ای در منطقه شهری بوس-سارتیگان ناحیه شودییر-آپالاش در استان کبک کانادا است. در سرشماری سال ۲۰۱۱ این قصبه ۲٬۵۶۵ نفر جمعیت داشته‌است و مساحت آن ۱۱۹٫۳۴ کیلومتر مربع است.